# Jakow Timofejewitsch Astafjew
Jakow Timofejewitsch Astafjew (russisch Яков Тимофеевич Астафьев; * 1819 in Kronstadt; † 2. Apriljul. / 14. April 1879greg.) war ein russischer Marine-Offizier, Hydrograph und Forschungsreisender.

## Leben
Astafjew, Sohn eines Steuermann-Assistenten im Unteroffiziersrang, durchlief die Ausbildung in der 1. Steuermann-Halbmannschaft in Kronstadt mit Abschluss als Konduktor im Flotten-Steuermann-Korps (KFSch) im April 1840. 1841 begann er den Dienst in der Baltischen Flotte und wurde 1845 Praporschtschik des KFSch.
1851 beteiligte sich Astafjew auf der Brigg Diomid an Arbeiten der Hydrographischen Expedition auf der Ostsee, in der Rigaer Bucht und im Finnischen Meerbusen. Während des Krimkriegs nahm er auf der Brigg an der Verteidigung Sveaborgs teil.

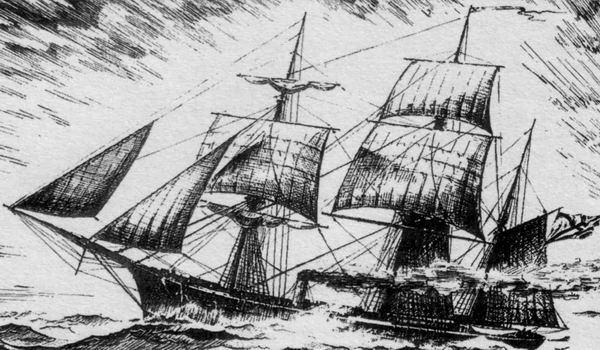
Korvette Nowik

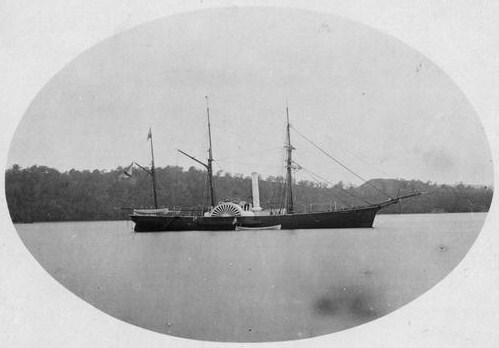
Korvette Amerika

Im Juli 1857 wurde Astafjew zur Sibirischen Flottille versetzt und wurde Nautischer Offizier auf der Segel-Schrauben-Korvette Nowik unter dem Kommando Leutnant Fjodor Staals. Mit der Amur-Expedition unter dem Kommando Dmitri Kusnezows verließ die Korvette im September 1857 Kronstadt und fuhr um das Kap der Guten Hoffnung zur Amur-Mündung. Mit der letzten Expedition des Generalgouverneurs Ostsibiriens Nikolai Murawjow-Amurski 1858, die zum Vertrag von Aigun führte, kam Astafjew nach Japan und China.
1859 wurde Astafjew zur Dampf-Korvette Amerika unter dem Kommando Kapitänleutnant Alexander Boltins versetzt. Mit Murawjow-Amurski an Bord beteiligte sich die Korvette ab Mai 1859 an der Dokumentation der Küstenlinie des südlichen Primorje am Japanischen Meer. Im Juni 1859 steuerte Astafjew die Korvette in eine Bucht im Osten der Peter-der-Große-Bucht, der Murawjow-Amurski nach der Korvette den Namen Amerika gab. Astafjew vermaß die Bucht, an der später die Stadt Nachodka entstand, sodass die Bucht seit 1972 die Nachodka-Bucht ist. Er fuhr dann in Begleitung der Dampf-Korvette Woidwode erstmals in den Nowgorod-Hafen im Innern der nahen Posjet-Bucht mit Fortführung der Messarbeiten.
Anfang 1863 kehrte Astafjew zur Baltischen Flotte zurück. 1867 wurde er zur Schwarzmeerflotte versetzt. Schließlich wurde er 1877 Oberstleutnant des KFSch für die Reserveflotte. Er nahm am Russisch-Osmanischen Krieg (1877–1878) teil.
Astafjew starb am 14. April 1879 an einem nicht bekannten Ort unter unbekannten Umständen und wurde zusammen mit seiner Frau Marija Iwanowna Astafjewa auf dem Alten Stadtfriedhof an der Poscharowa in Sewastopol begraben.
Astafjews Namen tragen eine Bucht, ein Berg auf der Halbinsel Gamowa und ein Kap der Halbinsel Krabbe im Westen der Peter-der-Große-Bucht bei Slawjanka, ein Kap der Halbinsel Trudny zwischen Nachodka und Wladimiro-Alexandrowskoje und eine Insel an der Halbinsel Gamowa, die Astafjew mit der Amerika 1859 entdeckt und kartiert hatte.

## Ehrungen
- Orden des Heiligen Wladimir IV. Klasse